# Russell Carter
Pour les articles homonymes, voir Carter.
Russell Carter, né le 30 mars 1985 à Francfort-sur-le-Main, en Allemagne, est un joueur de basket-ball professionnel américain.

## Biographie
Carter a fait sa carrière universitaire entre 2003 et 2007 avec les Fighting Irish de Notre Dame, équipe de première division NCAA.
Le 27 décembre 2008, Russell Carter s'engage avec le club français de Gravelines Dunkerque.
Le lundi 24 septembre 2012, Russell Carter s'engage avec un club de National 1, le Basket Club d'Orchies.